# Temporada 1977 de las Grandes Ligas de Béisbol
La Temporada 1977 de las Grandes Ligas de Béisbol comenzó el 9 de abril y finalizó cuando New York Yankees derrotó en 6 juegos a Los Angeles Dodgers
en la Serie Mundial logrando su 21º título.
El Juego de las Estrellas fue disputado el 19 de julio en el Yankee Stadium y fue ganado por la
Liga Nacional con un marcador de 7-5
La Liga Americana tuvo su tercera expansión ya que Seattle Mariners y Toronto Blue Jays ingresaron a la liga. Sin embargo, la
Liga Nacional no se expandió, por lo tanto permanecieron en ella 12 equipos, frente a los 14 de la Americana, hasta que los
Colorado Rockies y Florida Marlins se unieron en 1993.

## Premios y honores
- MVP
  - Rod Carew, Minnesota Twins (AL)
  - George Foster, CIN (NL)
- Premio Cy Young
  - Sparky Lyle, New York Yankees (AL)
  - Steve Carlton, Philadelphia Phillies (NL)
- Novato del año
  - Eddie Murray, Baltimore Orioles (AL)
  - Andre Dawson, Montreal Expos (NL)

## Temporada Regular
Liga Americana
| División Este     | División Este | División Este | División Este | División Este | División Este | División Este |
| Equipo            | V             | D             | CTE           | JD            | LOCAL         | VISITA        |
| ----------------- | ------------- | ------------- | ------------- | ------------- | ------------- | ------------- |
| New York Yankees  | 100           | 62            | 0.617         | —             | 55–26         | 45–36         |
| Baltimore Orioles | 97            | 64            | 0.602         | 2½            | 54–27         | 43–37         |
| Boston Red Sox    | 97            | 64            | 0.602         | 2½            | 51–29         | 46–35         |
| Detroit Tigers    | 74            | 88            | 0.457         | 26            | 39–42         | 35–46         |
| Cleveland Indians | 71            | 90            | 0.441         | 28½           | 37–44         | 34–46         |
| Milwaukee Brewers | 67            | 95            | 0.414         | 33            | 37–44         | 30–51         |
| Toronto Blue Jays | 54            | 107           | 0.335         | 45½           | 25–55         | 29–52         |

| División Oeste     | División Oeste | División Oeste | División Oeste | División Oeste | División Oeste | División Oeste |
| Equipo             | V              | D              | CTE            | JD             | LOCAL          | VISITA         |
| ------------------ | -------------- | -------------- | -------------- | -------------- | -------------- | -------------- |
| Kansas City Royals | 102            | 60             | 0.630          | —              | 55–26          | 47–34          |
| Texas Rangers      | 94             | 68             | 0.580          | 8              | 44–37          | 50–31          |
| Chicago White Sox  | 90             | 72             | 0.556          | 12             | 48–33          | 42–39          |
| Minnesota Twins    | 84             | 77             | 0.522          | 17½            | 48–32          | 36–45          |
| California Angels  | 74             | 88             | 0.457          | 28             | 39–42          | 35–46          |
| Seattle Mariners   | 64             | 98             | 0.395          | 38             | 29–52          | 35–46          |
| Oakland Athletics  | 63             | 98             | 0.391          | 38½            | 35–46          | 28–52          |

Liga Nacional  
| División Este         | División Este | División Este | División Este | División Este | División Este | División Este |
| Equipo                | V             | D             | CTE           | JD            | LOCAL         | VISITA        |
| --------------------- | ------------- | ------------- | ------------- | ------------- | ------------- | ------------- |
| Philadelphia Phillies | 101           | 61            | 0.623         | —             | 60–21         | 41–40         |
| Pittsburgh Pirates    | 96            | 66            | 0.593         | 5             | 58–23         | 38–43         |
| St. Louis Cardinals   | 83            | 79            | 0.512         | 18            | 52–31         | 31–48         |
| Chicago Cubs          | 81            | 81            | 0.500         | 20            | 46–35         | 35–46         |
| Montreal Expos        | 75            | 87            | 0.463         | 26            | 38–43         | 37–44         |
| New York Mets         | 64            | 98            | 0.395         | 37            | 35–44         | 29–54         |

| División Oeste       | División Oeste | División Oeste | División Oeste | División Oeste | División Oeste | División Oeste |
| Equipo               | V              | D              | CTE            | JD             | LOCAL          | VISITA         |
| -------------------- | -------------- | -------------- | -------------- | -------------- | -------------- | -------------- |
| Los Angeles Dodgers  | 98             | 64             | 0.605          | —              | 51–30          | 47–34          |
| Cincinnati Reds      | 88             | 74             | 0.543          | 10             | 48–33          | 40–41          |
| Houston Astros       | 81             | 81             | 0.500          | 17             | 46–35          | 35–46          |
| San Francisco Giants | 75             | 87             | 0.463          | 23             | 38–43          | 37–44          |
| San Diego Padres     | 69             | 93             | 0.426          | 29             | 35–46          | 34–47          |
| Atlanta Braves       | 61             | 101            | 0.377          | 37             | 40–41          | 21–60          |

## Postemporada
|  | Campeonato de la Liga | Campeonato de la Liga | Campeonato de la Liga |   |    | Serie Mundial    | Serie Mundial | Serie Mundial |
|  |                       |                       |                       |   |    |                  |               |               |
|  | Este                  | New York Yankees      | 3                     |   |    |                  |               |               |
|  | Oeste                 | Kansas City Royals    | 2                     |   |    |                  |               |               |
|  |                       |                       |                       |   | AL | New York Yankees | 4             |               |
|  |                       | NL                    | Los Angeles Dodgers   | 2 |    |                  |               |               |
|  | Este                  | Philadelphia Phillies | 1                     |   |    |                  |               |               |
|  | Oeste                 | Los Angeles Dodgers   | 3                     |   |    |                  |               |               |

|                                                 |
| Campeón New York Yankees Vigésimo Primer Título |

## Líderes de la liga

### Liga Americana
Líderes de Bateo 
| Categoría           | Jugador       | Equipo | Marca |
| ------------------- | ------------- | ------ | ----- |
| Porcentaje de bateo | Rod Carew     | MIN    | .388  |
| Cuadrangulares      | Jim Rice      | BOS    | 39    |
| Carreras Impulsadas | Larry Hisle   | MIN    | 119   |
| Carreras Anotadas   | Rod Carew     | MIN    | 128   |
| Hits                | Rod Carew     | MIN    | 239   |
| Robo de Bases       | Freddie Patek | KCR    | 53    |

Líderes de Pitcheo 
| Categoría         | Jugador                               | Equipo      | Marca |
| ----------------- | ------------------------------------- | ----------- | ----- |
| Victorias         | Jim Palmer Dennis Leonard Dave Goltz  | BAL KCR MIN | 20    |
| Derrotas          | Wayne Garland Vida Blue Rick Langford | CLE OAK     | 19    |
| ERA               | Frank Tanana                          | CAL]        | 2.54  |
| Ponches           | Nolan Ryan                            | CAL         | 341   |
| Entradas Lanzadas | Jim Palmer                            | BAL         | 319   |
| Juegos salvados   | Bill Campbell                         | BOS         | 31    |

### Liga Nacional
Líderes de Bateo 
| Categoría           | Jugador       | Equipo | Marca |
| ------------------- | ------------- | ------ | ----- |
| Porcentaje de bateo | Dave Parker   | PIT    | .338  |
| Cuadrangulares      | George Foster | CIN    | 52    |
| Carreras Impulsadas | George Foster | CIN    | 149   |
| Carreras Anotadas   | George Foster | CIN    | 124   |
| Hits                | Dave Parker   | PIT    | 215   |
| Robo de Bases       | Frank Taveras | PIT    | 70    |

Líderes de Pitcheo 
| Categoría         | Jugador                   | Equipo  | Marca |
| ----------------- | ------------------------- | ------- | ----- |
| Victorias         | Steve Carlton             | PHI     | 23    |
| Derrotas          | Jerry Koosman Phil Niekro | NYM ATL | 20    |
| ERA               | John Candelaria           | PIT     | 2.34  |
| Ponches           | Phil Niekro               | ATL     | 262   |
| Entradas Lanzadas | Phil Niekro               | ATL     | 330.1 |
| Juegos salvados   | Rollie Fingers            | SDP     | 35    |